# بيل سكارسغارد
بيل سكارسغارد (بالسويدية: Bill Skarsgård) (ولد في 9 أغسطس 1990 بمدينة فالينجباي بالسويد) ممثل سويدي، رشح لجائزة الخنفساء الذهبية لبطولته في سيمون في سيمون سيمبل في عام 2011 ظهر على غلاف مجلة الموضة والثقافة في عام 2014 وهي مجلة نصف سنوية، عُرف عنه مشاركته في سلسلة أفلام الخيال العلمي سلسلة المختلفة: المخلصة عام 2016 وهو أول فيلم أمريكي يشارك فيه.

## أعماله
من بين أعماله فيلم الشيء 2017 والذي جسد فيه دور البطل (المهرج).

## روابط خارجية
- بيل سكارسغارد على موقع IMDb (الإنجليزية)
- بيل سكارسغارد على موقع ميتاكريتيك (الإنجليزية)
- بيل سكارسغارد على موقع روتن توميتوز (الإنجليزية)
- بيل سكارسغارد على موقع قاعدة بيانات الأفلام العربية
- بيل سكارسغارد على موقع ألو سيني (الفرنسية)
- بيل سكارسغارد على موقع أول موفي (الإنجليزية)
- بيل سكارسغارد على موقع قاعدة بيانات الأفلام السويدية (السويدية)
- بيل سكارسغارد على موقع قاعدة بيانات الفيلم (الإنجليزية)
- بيل سكارسغارد على موقع كينوبويسك (الروسية)